# Brachygalba lugubris
El jacamará pardo (Brachygalba lugubris), también denominado jacamar lúgubre (en Colombia), jacamar café (en Ecuador), jacamar purpúreo , barranquero castaño (en Venezuela) o jacamar pardo (en Perú), es una especie de ave piciforme de la familia Galbulidae. Es nativo del centro y norte de Sudamérica.

## Distribución y hábitat
Se encuentra en Bolivia, Brasil, Colombia, Ecuador, la Guayana francesa, Guyana, Perú, Surinam y Venezuela.
Sus hábitats naturales son las selvas húmedas tropicales de regiones bajas.